# Eberbach
Eberbach este un oraș din landul Baden-Württemberg, Germania, situat la 33 de km de Heidelberg pe valea Neckarului.